# Czarna Rzeka (dopływ Słopniczanki)
Czarna Rzeka – potok górski, lewy dopływ Słopniczanki o długości 8,91 km.
Potok płynie w Beskidzie Wyspowym. Jego źródła znajdują się na północnych stokach Mogielicy, na wysokości około 1010 m. Spływa w północno-zachodnim kierunku. Na należącym do Słopnic Zaświerczu płynie głębokim wąwozem między Świerczkiem a Łopieniem, silnie podmywając stoki Świerczka. W miejscu tym na stokach Świerczka istnieje podmyta przez Czarną Rzekę duża wychodnia o bardzo stromych ścianach, w której prześledzić można budowę fliszu karpackiego. Są tutaj warstwy cienko, średnio i gruboziarnistych piaskowców, łupki, iłołupki i warstwy hieroglifowe.
Koryto Czarnej Rzeki jest kamieniste, istnieją na nim niewielkie progi, bystrza i baniory. Wzdłuż niego na odcinku przez Zaświercze prowadzi szlak turystyczny z Tymbarku podnóżami Łopienia na Mogielicę oraz ścieżka przyrodniczo-krajoznawcza Zaświercze podnóżami Łopienia, przez Chodniki. Po opuszczeniu głębokiego wąwozu między Łopieniem i Świerczkiem Czarna Rzeka, odbijając od stoków Łopienia, zmienia kierunek na północno-zachodni. Przy drugim moście w Słopnicach (powyżej urzędu gminy) uchodzi do Słopniczanki. Wzdłuż Czarnej Rzeki prowadzi droga na Chyszówki (na Przełęcz Rydza-Śmigłego)

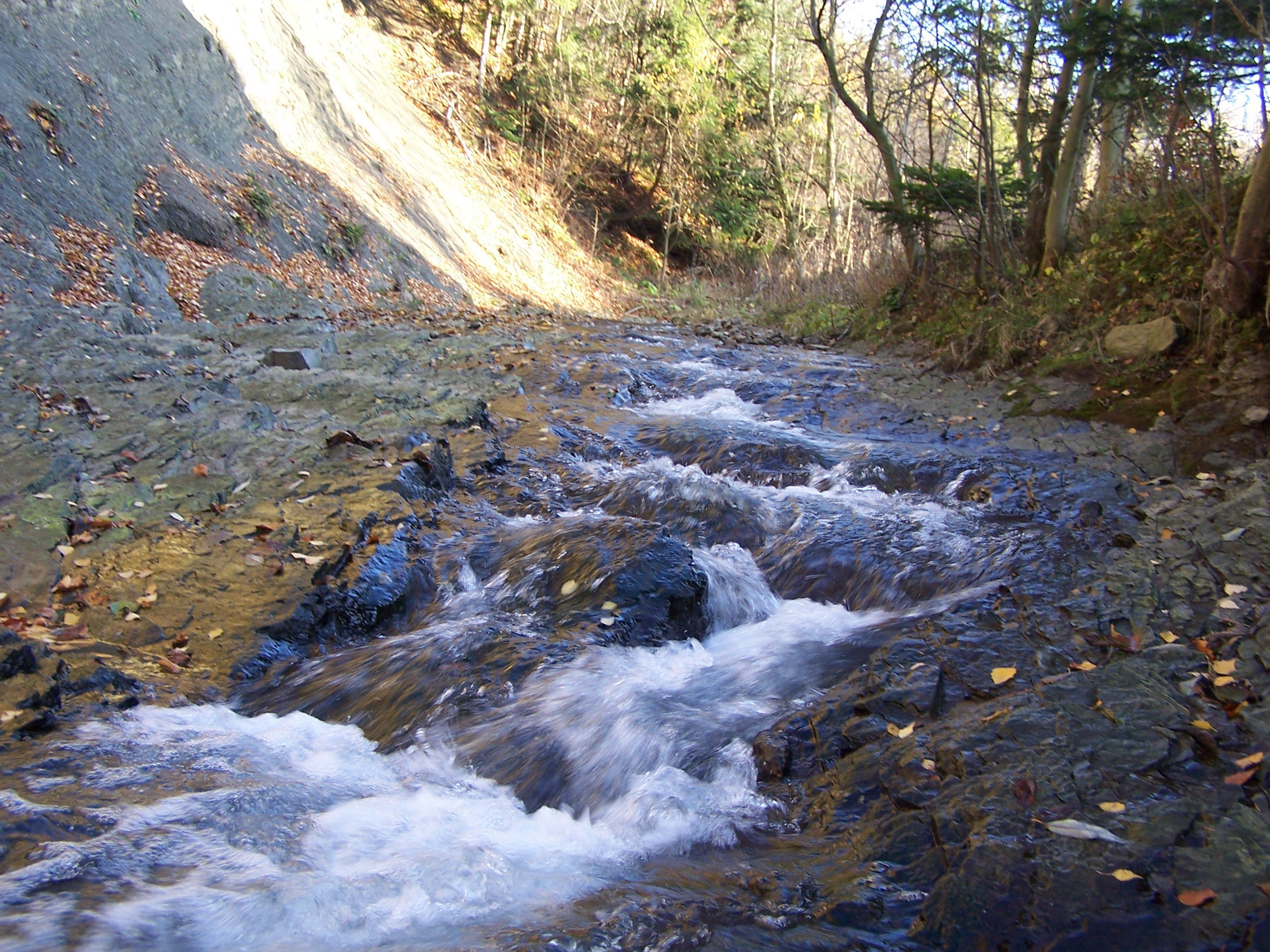